# برنولی ۲۰۳۴
سیارک ۲۰۳۴ (به انگلیسی: 2034 Bernoulli، نامگذاری:1973EE) دو هزار و سی و چهارمین سیارک کشف شده‌است که در ۵ مارس ۱۹۷۳ کشف شد.
قدر مطلق سیارک برابر ۱۲٫۹۰ است.